# Friedrich Werckmeister
Friedrich Werckmeister oder Friedrich Werkmeister (geboren 1839; gestorben 1894) war ein deutscher Maler, Radierer und Holzschneider.

## Leben
Friedrich Werckmeister war ein Bruder von Albert Werckmeister (1827–1871), der mit seinem Schwiegervater, einem märkischen Rittergutsbesitzer, im Jahr 1862 in Berlin die Photographische Gesellschaft (PhG) gründete.
Friedrich Werckmeister, der sich als Holzstecher und Radierer in der zweiten Hälfte des 19. Jahrhunderts in Dresden nachweisen lässt, übernahm im Jahr 1866 gemeinsam mit seinem Bruder, dem Kaufmann Emil Werckmeister (1844–1923), die Geschäftsleitung der PhG.

## Bekannte Werke (Auswahl)
- Hedwig von Swokowaka (Verse): Ein Stückchen Eden. Achtzehn Originalzeichnungen von Friedrich Werckmeister. In Holzschnitt ausgeführt von Professor Bürkner u. A., Berlin, Photographische Gesellschaft, o. J.